# Europese Kampioenschappen

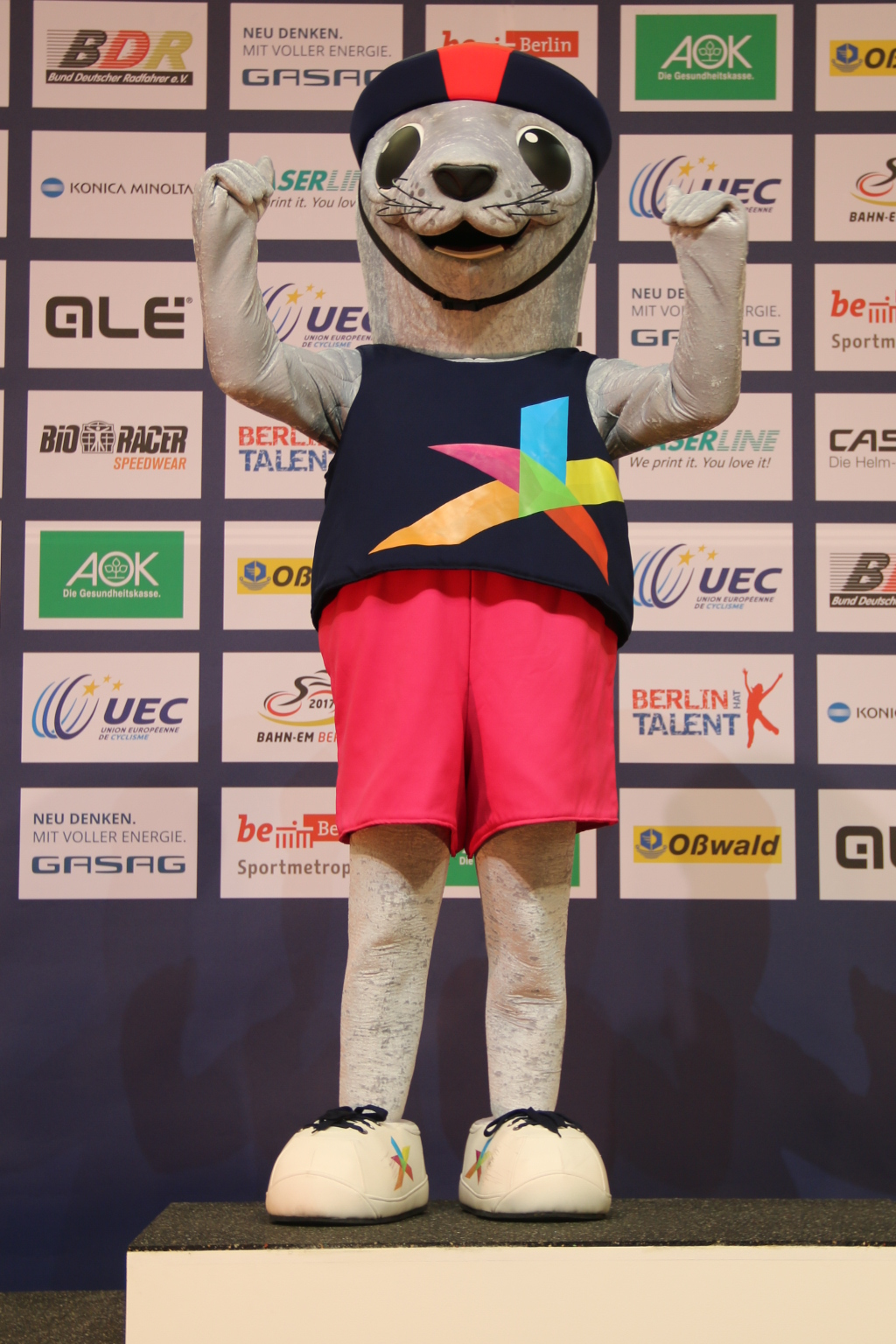
Mascotte Bonnie de zeehond van de Europese Kampioenschappen

De Europese Kampioenschappen zijn een multisportevenement dat de bestaande Europese kampioenschappen van enkele van de toonaangevende sporten van het Europese continent om de vier jaar samenbrengt. De inaugurale editie in 2018 ging uitzonderlijk door in twee gaststeden, zijnde Glasgow in Schotland en Berlijn in Duitsland tussen 2 en 12 augustus 2018. Europese kampioenschappen in de betrokken sporten die buiten dit vierjaarlijkse kader worden gehouden (de jaarlijkse Europese kampioenschappen in het geval van wielrennen, gymnastiek, roeien en triatlon, tweejaarlijks in het geval van atletiek en watersport) blijven verder onafhankelijk van elkaar georganiseerd worden.
De kampioenschappen worden georganiseerd onder een nieuw merk met het sterachtig logo "Mark of a Champion" als gemeenschappelijk symbool. Dit logo wordt voor elke editie opnieuw gebruikt. Grote stimulans voor de gezamenlijke organisatie is een kostenbesparing, gecombineerd met hogere zichtbaarheid. De European Broadcasting Union is een belangrijke partner in het evenement en zal via het Eurovisie-netwerk op Europa's free-to-air-kanalen worden uitgezonden, met een geschat publiek van meer dan 1 miljard kijkers. Het evenement wordt ook uitgezonden via radio en meerdere digitale platforms.
In 2018 werden de Europese kampioenschappen atletiek gehouden in Berlijn, terwijl in Glasgow de watersport, wielrennen, gymnastiek, roeien en triatlon organiseert, samen met een nieuwe Europese kampioenschappen golf. Bij deze editie coördineren alvast de Europese bestuursorganen voor atletiek, watersport, fietsen, golf, gymnastiek, roeien en triatlon hun individuele Europese kampioenschappen als onderdeel van de eerste editie tussen 2 en 12 augustus 2018. Dat bij deze eerste editie twee steden gaststad waren was een gevolg van het feit dat Berlijn reeds gekozen was als gastheer voor de Europese kampioenschappen atletiek en Glasgow reeds gekozen was als gastheer voor de Europese kampioenschappen watersport. De andere sporten sloten aan in deze laatste stad.
Na de inaugurale editie selecteerden de federaties samen een enkele gaststad voor 2022 en de daaropvolgende edities. De editie van 2022 werd in november 2019 toegewezen aan het Zuid-Duitse München. Het EK zwemmen wordt dat jaar weliswaar in dezelfde periode als de Europese Kampioenschappen gehouden in Rome, maar maakt hier in tegenstelling tot de editie van 2018 geen deel van uit.

## Europese Kampioenschapstrofee
De Europese Kampioenschapstrofee (Engels: European Championships trophy), een van de verbindende elementen van dit multisportevenement, wordt uitgereikt aan het land dat bovenaan eindigt in de algemene medaillespiegel van alle deelnemende sporten.
| Jaar | Gaststeden      | Gastlanden                    | Medaillewedstrijden | Data                 | Europese Kampioenschapstrofee | Europese Kampioenschapstrofee | Europese Kampioenschapstrofee |
| Jaar | Gaststeden      | Gastlanden                    | Medaillewedstrijden | Data                 | Winnaar                       | Tweede                        | Derde                         |
| ---- | --------------- | ----------------------------- | ------------------- | -------------------- | ----------------------------- | ----------------------------- | ----------------------------- |
| 2018 | Glasgow Berlijn | Verenigd Koninkrijk Duitsland | 187                 | 2–12 augustus        | Rusland                       | Verenigd Koninkrijk           | Italië                        |
| 2022 | München         | Duitsland                     | 176                 | 11–21 augustus       | Duitsland                     | Verenigd Koninkrijk           | Italië                        |
| 2026 |                 |                               |                     | 30 juli – 9 augustus |                               |                               |                               |